# Щедрик – колядка дзвонів (набір монет)
Щедрик — колядка дзвонів — набір із трьох срібних пам'ятних монет номіналом 10 гривень кожна, випущений Національним банком України. Монети присвячені 100-річному ювілею першого виконання всесвітньовідомого «Щедрика» в обробці Миколи Леонтовича у найпрестижнішому залі Нью-Йорка — Карнеґі-холі 5 жовтня 1922 року. Викарбувані у серії «Українська спадщина».
Уперше в українській нумізматиці монети виготовили у формі дзвоника. На створення такого дизайну вплинули мелодія «Щедрика», яка схожа на передзвін, та всесвітньовідома назва її американської версії — «Carol of the Bells» (Колядка дзвонів). За словами голови Національного банку України Андрія Пишного, синергія української та американської культур сприяла народженню твору, який став символом Різдва в усьому світі. У буклеті НБУ з описом монети поданий к'юар-код із лінком на проєкт Міністерства закордонних справ України про історію «Щедрика».
Випуск набору анонсували 2021 року і планували викарбувати наступного. Однак внаслідок російського вторгнення в Україну 2022 року плани відкоригували. 19 грудня 2023 року Правління НБУ ухвалило рішення про введення набору «Щедрик — колядка дзвонів» в обіг. Напередодні Різдва, 21 грудня, відбулася презентація монет. В урочистостях із цієї нагоди взяли участь голова НБУ Андрій Пишний і заступник Голови Місії США в Україні Роберт Нідем.
У продаж набір пам'ятних монет надійшов лише через вісім місяців — 29 серпня 2024 року.

## Опис монет і характеристики
| Номінал грн.                        | Метал            | Маса, г                    | Якість виготовлення       | Гурт    | Тираж, штук |
| ----------------------------------- | ---------------- | -------------------------- | ------------------------- | ------- | ----------- |
| 10 гривень кожна (30 гривень разом) | срібло 999 проби | 31,1 (кожна), 93.3 (разом) | спеціальний анциркулейтед | гладкий | 5 000       |

### Ліва монета

#### Аверс
На аверсі всіх монет розміщено: малий Державний Герб України, напис УКРАЇНА, логотип Банкнотно-монетного двору Національного банку України, рік карбування 2023, номінал 10 та графічний знак гривні «₴», маса кожної монети в чистоті, позначення металу та його проби Ag 999 / 31,1.
У центрі лівої монети зображено збірну композицію янголів як символу чистоти і сили, Божої допомоги, захисту та світлого свята Різдва.
Унизу викарбувано рядок із щедрівки: «Щедрик, щедрик, щедрівочка, прилетіла ластівочка», а вгорі — «ТРІУМФ „ЩЕДРИКА“».

#### Реверс
На реверсі нанесені прапор України з використанням тамподруку і композиція з історичних споруд Києва. Праворуч локальною позолотою виділено тло із дзвониками, що символізує наповнення простору звуками мелодії щедрівки. 

### Центральна монета

#### Аверс
Щедрувальники, вертеп і різдвяна зірка з локальною позолотою на центральній монеті — культурний феномен із глибокими історичними українськими традиціями.

#### Реверс
На реверсі монети зображено стилізовану композицію виконання «Щедрика» хором під керуванням диригента Олександра Кошиця в Карнеґі-холі (США), вгорі — силует ластівки; внизу — ноти мелодії.
Легенда: «ПЕРШЕ ВИКОНАННЯ „ЩЕДРИКА“ У КАРНЕҐІ-ХОЛІ ПІД ОРУДОЮ / ДИРИГЕНТА ОЛЕКСАНДРА КОШИЦЯ / 1922».

### Права монета

#### Аверс
У центрі правої монети викарбувано повернутого ліворуч янгола із сурмою — продовження розпочатої на лівій монеті збірної композиції із небесним воїнством, яке прославляє во вишніх Бога (Лк. 2:14).
У легенді рядок із щедрівки перекладено англійською мовою: «Shchedryk, shchedryk, shchedrivochka, swallow has flown in from afar» та «TRIUMPHANT CAROL OF THE BELLS».

#### Реверс
На реверсі нанесені прапор США з використанням тамподруку та обриси Нью-Йорка. Ліворуч локальною позолотою виділено тло із дзвониками як і на лівій монеті.

## Автори

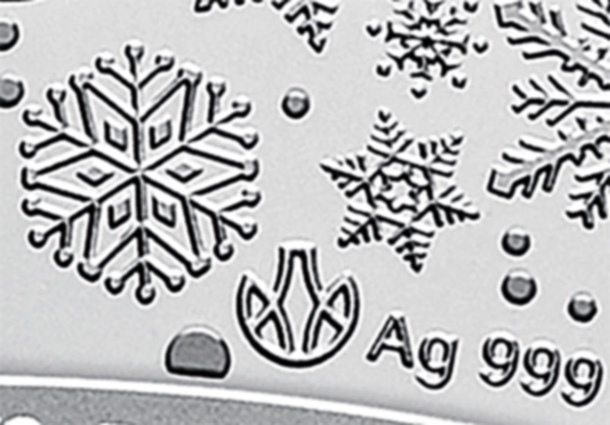
Логотип Банкнотно-монетного двору НБУ на монеті «Щедрик – колядка дзвонів»

- Художники: Таран Володимир, Харук Олександр, Харук Сергій.
- Скульптори: Дем'яненко Анатолій, Дем'яненко Володимир.

## Вартість монет
29 серпня 2024 року інтернет-магазин нумізматичної продукції НБУ здійснив реалізацію наборів пам'ятних монет у кількості 2500 штук. Вартість набору становила 9868 гривень (239,5 долара). За повідомленнями нумізматів, торги тривали лише кілька секунд і всі виставлені набори викупили вмить. За півтора тижні ціна зросла до 17 600 гривень (426 доларів).
Фактична приблизна вартість монети, з роками змінювалася так:
| Рік       | 2025   | 2026 | 2027 |
| --------- | ------ | ---- | ---- |
| Ціна, грн | 19 600 |      |      |